# Ebo patellaris
Ebo patellaris är en spindelart som beskrevs av Jörg Wunderlich 1987. Ebo patellaris ingår i släktet Ebo och familjen snabblöparspindlar. Inga underarter finns listade i Catalogue of Life.